# Semuy
Semuy és un municipi francès situat al departament de les Ardenes i a la regió del Gran Est. L'any 2007 tenia 95 habitants.

## Demografia

### Població
El 2007 la població de fet de Semuy era de 95 persones. Hi havia 56 famílies de les quals 28 eren unipersonals (20 homes vivint sols i 8 dones vivint soles), 16 parelles sense fills, 8 parelles amb fills i 4 famílies monoparentals amb fills.
La població ha evolucionat segons el següent gràfic:
Habitants censats

### Habitatges
El 2007 hi havia 78 habitatges, 51 eren l'habitatge principal de la família, 25 eren segones residències i 2 estaven desocupats. 71 eren cases i 4 eren apartaments. Dels 51 habitatges principals, 42 estaven ocupats pels seus propietaris, 6 estaven llogats i ocupats pels llogaters i 3 estaven cedits a títol gratuït; 1 tenia una cambra, 8 en tenien dues, 8 en tenien tres, 17 en tenien quatre i 18 en tenien cinc o més. 31 habitatges disposaven pel capbaix d'una plaça de pàrquing. A 26 habitatges hi havia un automòbil i a 13 n'hi havia dos o més.

### Piràmide de població
La piràmide de població per edats i sexe el 2009 era:
| Homes | Edats   | Dones |
| ----- | ------- | ----- |
| 0     | 95 o +  | 0     |
| 4     | 90 a 94 | 4     |
| 4     | 85 a 89 | 4     |
| 0     | 80 a 84 | 0     |
| 0     | 75 a 79 | 0     |
| 4     | 70 a 74 | 0     |
| 0     | 65 a 69 | 8     |
| 12    | 60 a 64 | 0     |
| 0     | 55 a 59 | 4     |
| 4     | 50 a 54 | 12    |
| 4     | 45 a 49 | 0     |
| 0     | 40 a 44 | 4     |
| 8     | 35 a 39 | 0     |
| 4     | 30 a 34 | 0     |
| 4     | 25 a 29 | 8     |
| 0     | 20 a 24 | 0     |
| 0     | 15 a 19 | 4     |
| 0     | 10 a 14 | 4     |
| 4     | 5 a 9   | 0     |
| 4     | 0 a 4   | 4     |

## Economia
El 2007 la població en edat de treballar era de 67 persones, 38 eren actives i 29 eren inactives. De les 38 persones actives 30 estaven ocupades (18 homes i 12 dones) i 8 estaven aturades (2 homes i 6 dones). De les 29 persones inactives 19 estaven jubilades, 4 estaven estudiant i 6 estaven classificades com a «altres inactius».

### Ingressos
El 2009 a Semuy hi havia 48 unitats fiscals que integraven 91 persones, la mediana anual d'ingressos fiscals per persona era de 17.776 €.

### Activitats econòmiques
L'únic establiment que hi havia el 2007 era d'una empresa de transport.

## Poblacions més properes
El següent diagrama mostra les poblacions més properes.